# Stephanopoides sexmaculata
Stephanopoides sexmaculata är en spindelart som beskrevs av Cândido Firmino de Mello-Leitão 1929. 
Stephanopoides sexmaculata ingår i släktet Stephanopoides och familjen krabbspindlar. Inga underarter finns listade i Catalogue of Life.